# 局外人 (2025年电影)
《局外人》（法語：L'Étranger）是2025年上映的法国劇情片，由法蘭索瓦·歐容执导，改编自法国作家阿尔贝·加缪的小说《異鄉人》。演员阵容包括本杰明·瓦赞、丽贝卡·马德、皮埃尔·洛廷、斯万·阿劳德和德尼·拉旺。
电影入选第82屆威尼斯影展主竞赛单元，争夺金獅獎，2025年8月29日首映。同年10月29日在法国上映，由高蒙電影公司发行。

## 演员
- 本杰明·瓦赞（英语：Benjamin Voisin） 饰 默尔索（Meursault）
- 丽贝卡·马德（英语：Rebecca Marder）
- 皮埃尔·洛廷（英语：Pierre Lottin）
- 斯万·阿劳德（英语：Swann Arlaud）
- 德尼·拉旺

## 制作
本片该改编自法国作家阿尔贝·加缪1942年出版的小说《異鄉人》。
2025年3月，本杰明·瓦赞宣布出演主角。欧容以名下制作公司FOZ参与制作，法国电视二台联合制片。2025年4月，主体拍摄在摩洛哥启动，丽贝卡·马德、皮埃尔·洛廷、斯万·阿劳德和德尼·拉旺宣布加盟。

## 发行
2025年3月，高蒙電影公司买下电影国际发行权。
电影入选第82屆威尼斯影展主竞赛单元，争夺金獅獎，2025年8月29日全球首映。同年10月29日在法国上映，由高蒙電影公司发行。